# Gelderland
Gelderland (phát âmⓘ là một tỉnh của Hà Lan. Tỉnh này nằm ở khu vực trung-đông của Hà Lan. Thủ phủ là thành phố Arnhem. Hai thành phố lớn khác là Nijmegen và Apeldoorn. Các trung tâm dân số đáng kể khác có Ede, Zutphen, Doetinchem, Harderwijk, Wijchen và Tiel. Tỉnh có đường biên giới với bang Nordrhein-Westfalen của Đức.

## Lịch sử
Trong lịch sử, tỉnh này xuất phát từ các bang của Đế quốc La Mã thần thánh và lấy tên từ thành phố Geldern của Đức gần đó. Theo cổ tích Wichard, thành phố được đặt tên bởi các Lãnh chúa Pont, người đã chiến đấu và giết chết một con rồng vào năm 878 SCN. Họ đặt tên cho thị trấn mà họ thành lập theo tiếng gầm của con rồng: "Gelre!"
Hạt Guelders bắt nguồn từ pagus Hamaland của người Francia trong thế kỷ 11 quanh các lâu đài gần Roermond và Geldern. Các bá tước Gelre giành được các khu vực Betuwe và Veluwe, còn Quận Zutphen thông qua hôn nhân. Do đó, các bá tước Guelders đã đặt nền tảng cho một lãnh thổ hùng mạnh đóng vai trò quan trọng trong thời Trung cổ sau này thông qua sự kiểm soát các con sông Rhine, Waal, Meuse và IJssel. Vị trí địa lý của lãnh thổ của họ có vai trò quan trọng với chính sách đối ngoại của các bá tước trong các thế kỷ sau; họ đã cam kết lợi ích với Đế quốc La Mã Thần thánh và mở rộng về phía nam và phía tây.
Trong Chiến tranh thế giới thứ hai, nơi này đã chứng kiến trận chiến dữ dội giữa Lính nhảy dù quân đồng minh, Quân đoàn XXX của Anh và Quân đoàn SS Panzer II của Đức, tại Trận chiến Arnhem.

## Địa lý
Gelderland có thể được chia thành bốn khu vực địa lý: Veluwe ở phía bắc, Rivierenland bao gồm Betuwe ở phía tây nam, Achterhoek (nghĩa đen là "góc sau") hoặc Graafschap (ban đầu có nghĩa là hạt) ở phía đông và khu vực thành phố Arnhem và Nijmegen ở phía nam vùng trung.

### Khu tự quản
Năm 2015, 54 khu tự quản tại Gelderland được chia thành 4 COROP:
- Nhóm COROP Veluwe
  - Apeldoorn
  - Barneveld
  - Ede
  - Elburg
  - Epe
  - Ermelo
  - Harderwijk
  - Hattem
  - Heerde
  - Nijkerk
  - Nunspeet
  - Oldebroek
  - Putten
  - Scherpenzeel
  - Voorst
  - Wageningen
- Nhóm COROP Đông Nam Gelderland
  - Buren
  - Culemborg
  - Geldermalsen
  - Lingewaal
  - Maasdriel
  - Neder-Betuwe
  - Neerijnen
  - Tiel
  - West Maas en Waal
  - Zaltbommel
- Nhóm COROP Achterhoek
  - Aalten
  - Berkelland
  - Bronckhorst
  - Brummen
  - Doetinchem
  - Lochem
  - Montferland
  - Oost Gelre
  - Oude IJsselstreek
  - Winterswijk
  - Zutphen
- Nhóm COROP Arnhem & Nijmegen
  - Arnhem
  - Berg en Dal
  - Beuningen
  - Doesburg
  - Druten
  - Duiven
  - Heumen
  - Lingewaard
  - Nijmegen
  - Overbetuwe
  - Renkum
  - Rheden
  - Rijnwaarden
  - Rozendaal
  - Westervoort
  - Wijchen
  - Zevenaar

### Khu tự quản đã bị bãi bỏ

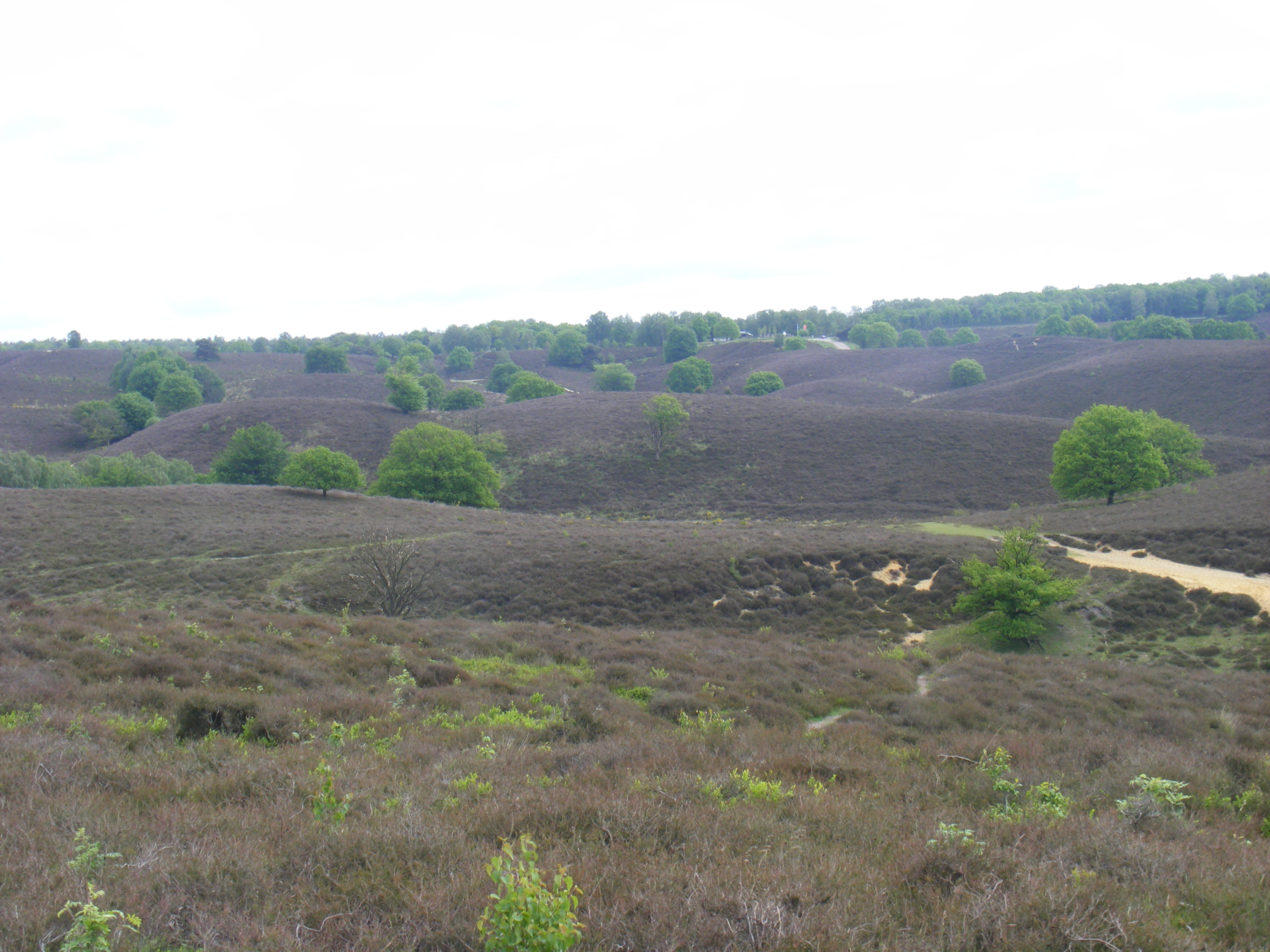
Vườn quốc gia Veluwezoom

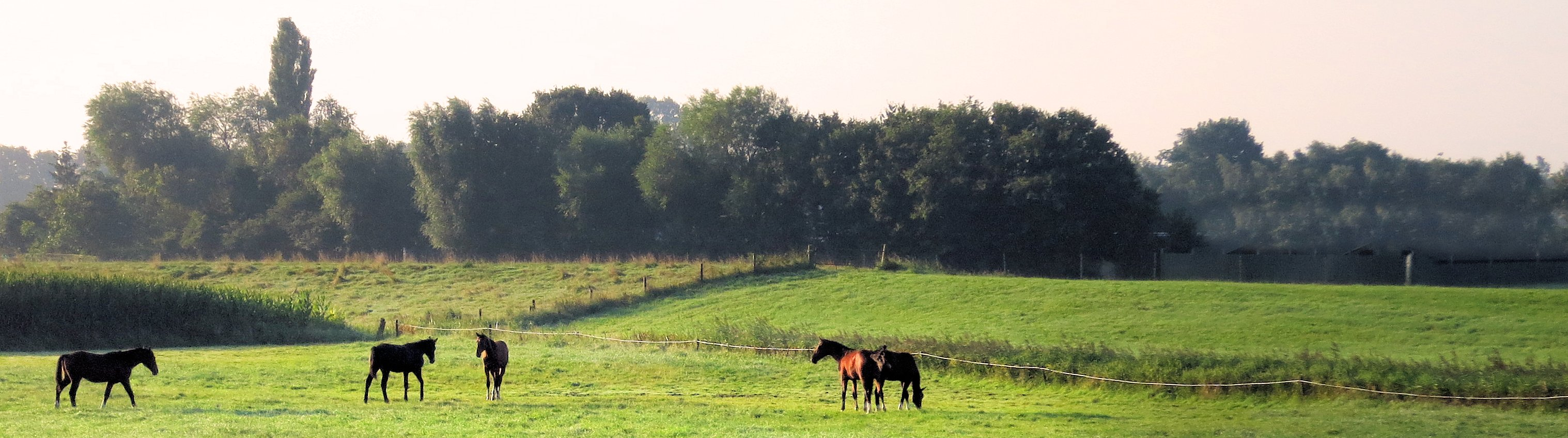
Phong cảnh gần Putten

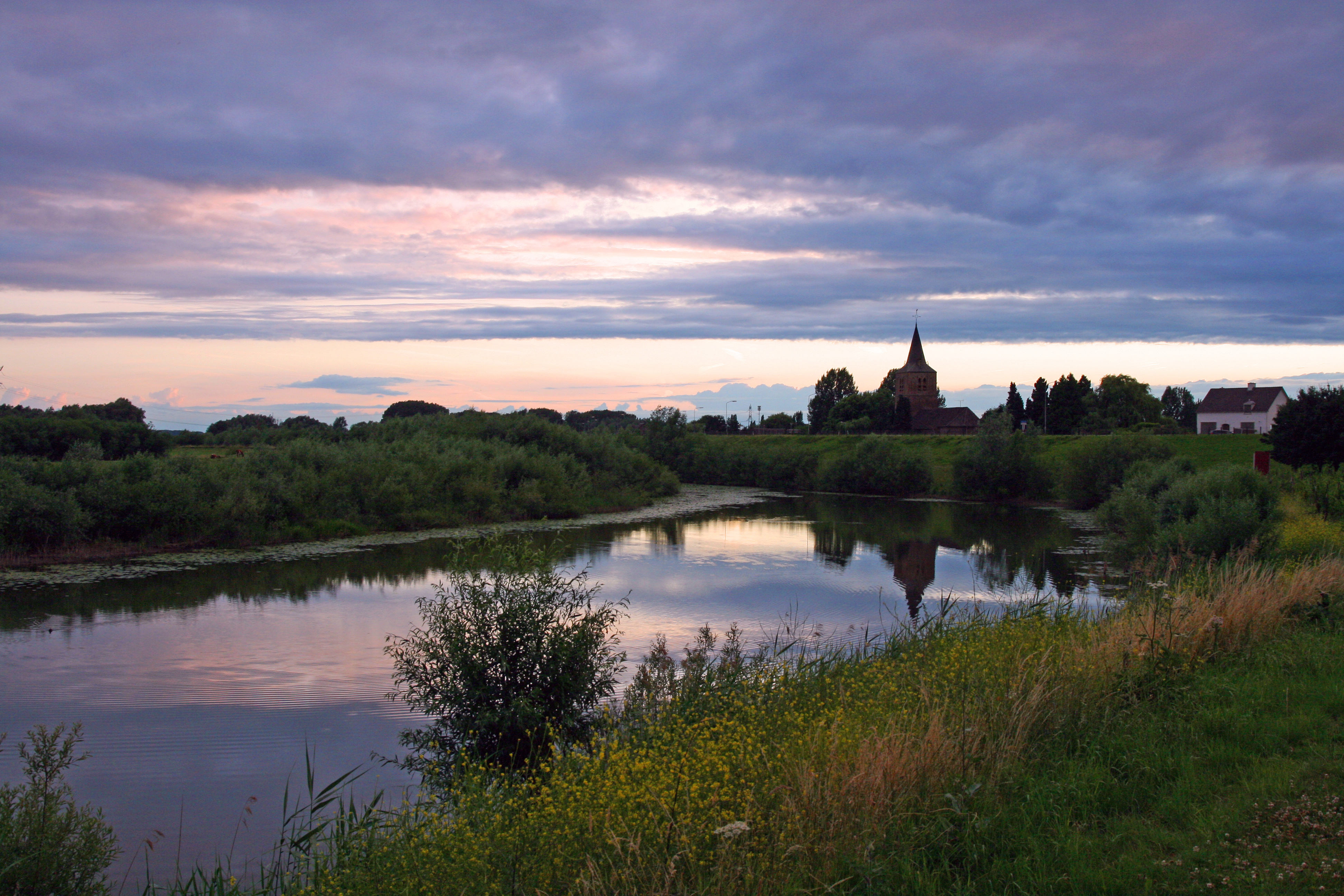
Dodewaard

Những khu tự quản này đã được sáp nhập vào các khu xung quanh:
- Angerlo được sáp nhập vào Zevenaar
- Dinxperlo được sáp nhập vào Aalten
- Gorssel được sáp nhập vào Lochem
- Hoevelaken được sáp nhập vào Nijkerk
- Lichtenvoorde được sáp nhập vào Groenlo (đổi tên thành Oost Gelre năm 2006)
- Warnsveld được sáp nhập vào  Zutphen
- Wehlđược sáp nhập vào  Doetinchem
- Millingen aan de Rijn và Ubbergen được sáp nhập vào  Groesbeek (đổi tên thành Berg en Dal năm 2016)

Những khu tự quản này đã được sáp nhập và đổi tên:
- Borculo, Eibergen, Neede và Ruurlo trở thành Berkelland
- Hengelo, Hummelo en Keppel, Steenderen, Vorden và Zelhem trở thành Bronckhorst
- Bergh và Didam trở thành Montferland
- Gendringen và Wisch trở thành Oude IJsselstreek